# Qué pena me das
«Qué pena me das» es una canción del grupo de rock argentino Manal. Se trata del primer sencillo editado del grupo, con el lado B "Para ser un hombre más" en 1968, fue también el primer material editado por el sello Mandioca. La canción tenía una duración bastante extensa en comparación con otros cortes de la época. Se editaron dos sencillos con diferente duración del tema: uno de etiqueta gris a 33 RPM y con la duración original de seis minutos, y otro con etiqueta púrpura con una duración de tres minutos. No apareció en ninguno de los álbumes de estudio del grupo, pero la versión extendida fue incluida en Manal de 1973.

El gran impacto fue escucharlo por primera vez en radio. El primero que lo difundió fue Hugo Guerrero Marthineitz, pasó "Qué pena me das", en la época era una locura pasar un tema así porque duraba seis minutos. Lo habíamos hecho porque teníamos esa política totalmente anti, en el sentido que todos te pedían un tema de tres minutos para difusión. Era la plasmación de una idea por la cual yo venía luchando prácticamente desde mi adolescencia y fue una gran emoción. A partir de ahí trabajamos muchísimo y participamos en cuanto evento de rock se realizara.
Javier Martínez.

## Antecedentes
Después de que varios sellos discográficos rechazaran los demos que el grupo presentó, Alejandro Medina, Claudio Gabis y Javier Martínez conocieron en una fiesta a Jorge Álvarez, un prestigioso editor literario, quién junto a Pedro Pujó (excompañero de Gabis en el Colegio Nacional Buenos Aires), fundó el sello discográfico independiente Mandioca. Pocos días después, Álvarez y Pujó asistieron a un ensayo del trío y, entusiasmados por lo que escucharon, decidieron producirlo. Hasta entonces, el grupo era conocido en el ambiente musical y artístico como "Ricota", en alusión al trío británico integrado por Eric Clapton, Ginger Baker y Jack Bruce llamado Cream (que quiere decir 'crema' en inglés), pero ese nombre nunca fue asumido por sus miembros. Ya relacionados con Mandioca, adoptaron como nombre definitivo Manal, propuesto en un brain storming por Martínez, a partir de una deformación a la respuesta de una clásica pregunta "¿cómo viene la mano?" (en Argentina es una pregunta que se hace para saber la situación de una persona), a lo que Martínez podría haber respondido: "La mano viene Manal".

## Grabación

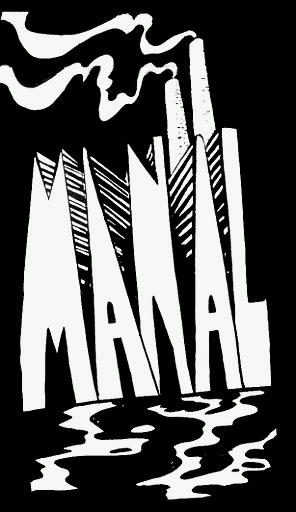
Logotipo del grupo, obra de Daniel Melgarejo, apareció en el primer sencillo del grupo "Qué pena me das"/"Para ser un hombre más", 1968.

Producido por Mandioca, Manal grabó en octubre de 1968 su primer sencillo, "Qué pena me das", con "Para ser un hombre más" en el lado B, catalogado 001 por el sello. Se trataba de un corte extraño para la época, pues los temas superaban ampliamente el límite de tres minutos de duración impuesto por las radios y el sobre que lo contenía era un costoso tríptico de elaborada gráfica, cuyo autor era el dibujante Daniel Melgarejo. El sobre presentaba una tapa desplegable en tres partes con un dibujo de un obelisco y, en el medio de éste, el logotipo del conjunto. En el interior hay una dedicatoria a la gente del sello Mandioca, mientras que en la otra sección está la información correspondiente a los temas del grupo y en la tercera o la del medio, una foto plegable del grupo, que era la cubierta en sí.
En ambas canciones Claudio Gabis utiliza un sonido distorsionado en su guitarra que era muy inusual para esa época y Javier Martínez vocaliza aullando y llevando su voz a un registro muy agudo, además, "Qué pena me das" tiene finales abruptos con cintas pasadas al revés. Según relata Martínez, durante mucho tiempo se entrenó cantando hasta en la calle, para conseguir hacerlo como un bluesman afro-norteamericano, convencido de que se podía hacer blues en castellano, aunque ese género era considerado exclusivo de los negros y del idioma inglés. Este primer trabajo discográfico fue recibido por los medios con escepticismo, se difundió poco y la prensa criticó especialmente el uso del castellano en las letras. En su segundo sencillo publicado a mediados de 1969, "No pibe" con "Necesito un amor", la banda logró un sonido más depurado y blusero, evidenciando una clara evolución técnica y de estilo en su interpretación. El corte tuvo una excelente repercusión en el público y la crítica, lo que sumado a la creciente convocatoria de sus presentaciones en vivo, decidió por fin a los productores a encarar la grabación de un álbum de larga duración.

## Publicaciones
"Qué pena me das" fue el primer sencillo de Manal (junto a "Para ser un hombre más" como lado B), y se trata del primer material editado por el sello Mandioca. No apareció en ninguno de los álbumes de estudio de Manal, pero si fue compilado en el álbum doble Manal editado por Talent en 1973. Existe una única versión en vivo de la canción, que se editó en Vivo en Red House, grabado durante un breve encuentro del trío en 2014, y editado en 2016.

## Créditos
Manal
- Javier Martínez: voz y batería
- Claudio Gabis: guitarra eléctrica
- Alejandro Medina: bajo eléctrico

Otros
- Jorge Álvarez y Pedro Pujo: productores
- Salvador y Tim Croatto: técnicos en grabación